# Modellstaat

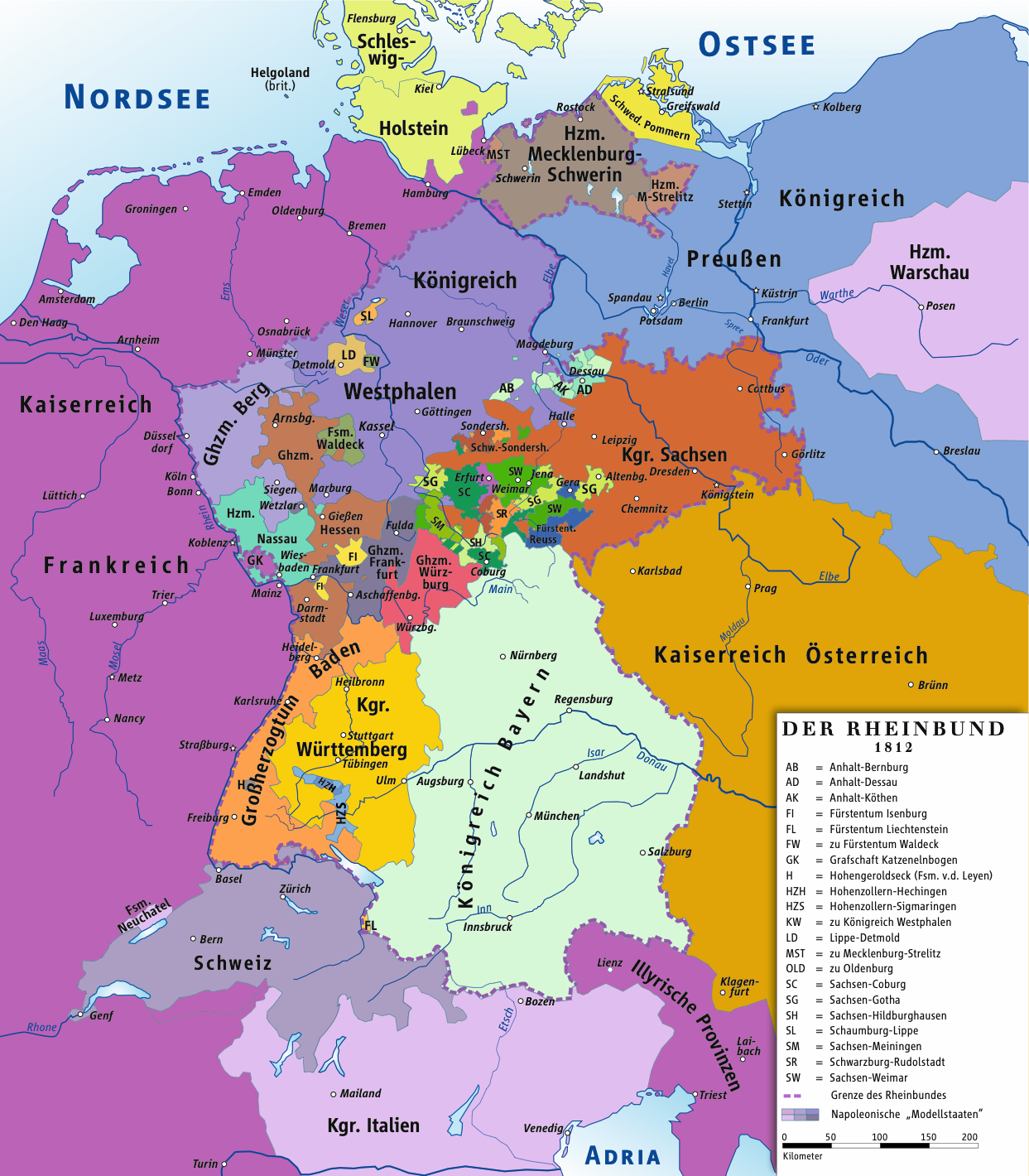
Deutschland 1812, zum Zeitpunkt der größten Macht Napoleons. Zwischen Frankreich und Preußen die drei Modellstaaten in Blautönen.

Als Modellstaat bezeichnet man drei westdeutsche Staaten, die auf Initiative des französischen Kaisers Napoleon Bonaparte gegründet wurden. Gemeint sind das Großherzogtum Berg mit der Hauptstadt Düsseldorf (1806–1813), das Königreich Westphalen mit der Hauptstadt Kassel (1807–1813) sowie teilweise das Großherzogtum Frankfurt mit der Hauptstadt Aschaffenburg (1810–1813), wenngleich letzteres nicht ausdrücklich in diesem Sinne gegründet wurde, sondern das Fürstentum Aschaffenburg fortführte. Die Staaten organisierten Gebiete neu, die im Rahmen der französischen Machtpolitik zerfallen waren oder deren Fürsten abgesetzt worden waren. Sie selbst zerfielen 1813 nach der Völkerschlacht bei Leipzig, als Napoleon seine entscheidende Niederlage erlitt.
Modellstaat hießen diese Satellitenstaaten, weil Napoleon die Gebiete nicht einfach nur verwaltet sehen wollte. Sie sollten ein Vorbild an rationaler Staatsorganisation werden und auf andere deutsche Staaten (vor allem Preußen) ausstrahlen. Sie führten die rechtliche Gleichheit der Bürger durch den Code civil ein, schreckten jedoch in der Regel davor zurück, beispielsweise die Bauernbefreiung konsequent durchzuführen. 
Die Modellstaaten stellten in der Theorie einen beachtlichen Fortschritt dar, litten aber an drei grundlegenden Problemen, wie Helmut Berding beispielhaft für Westphalen darlegte:
1. Napoleon blieb trotz aller guten Absichten der französische Kaiser und Eroberer, dem die Modellstaaten Tribut zahlen mussten. Für soziale Unruhe sorgte auch die Verpflichtung, Truppen für Napoleons Kriege zu stellen.
2. Die Modellstaaten mussten Napoleons Wirtschaftskrieg gegen England unterstützen (s. Kontinentalsperre) und verloren so einen wichtigen Handelspartner. Die Gebiete litten große wirtschaftliche Not.
3. Napoleon belohnte verdiente Generale und Minister mit Grundherrschaften, deren Einnahmen den Modellstaaten fehlten.[1]

Mit den Modellstaaten vergleichbar sind die sogenannten Tochterrepubliken (vor allem in Italien) sowie das Königreich Holland (1806–1810). Andere Teile Deutschlands waren zur Zeit der Rheinbundstaaten von Frankreich annektiert oder aber Frankreichs Bündnisstaaten.